# Trachylepis hoeschi
Espèce
Synonymes
- Mabuya hoeschi Mertens, 1954

Trachylepis hoeschi est une espèce de sauriens de la famille des Scincidae.

## Répartition
Cette espèce se rencontre dans le nord de la Namibie et dans le sud de l'Angola.

## Étymologie
Cette espèce est nommée en l'honneur de Walter Hoesch (1896–1961).

## Publication originale
- Mertens, 1954 : Neue Eidechsen aus Südwest-Afrika. Senckenbergiana, vol. 34, p. 175-183.